# Alexandru Mălinescu

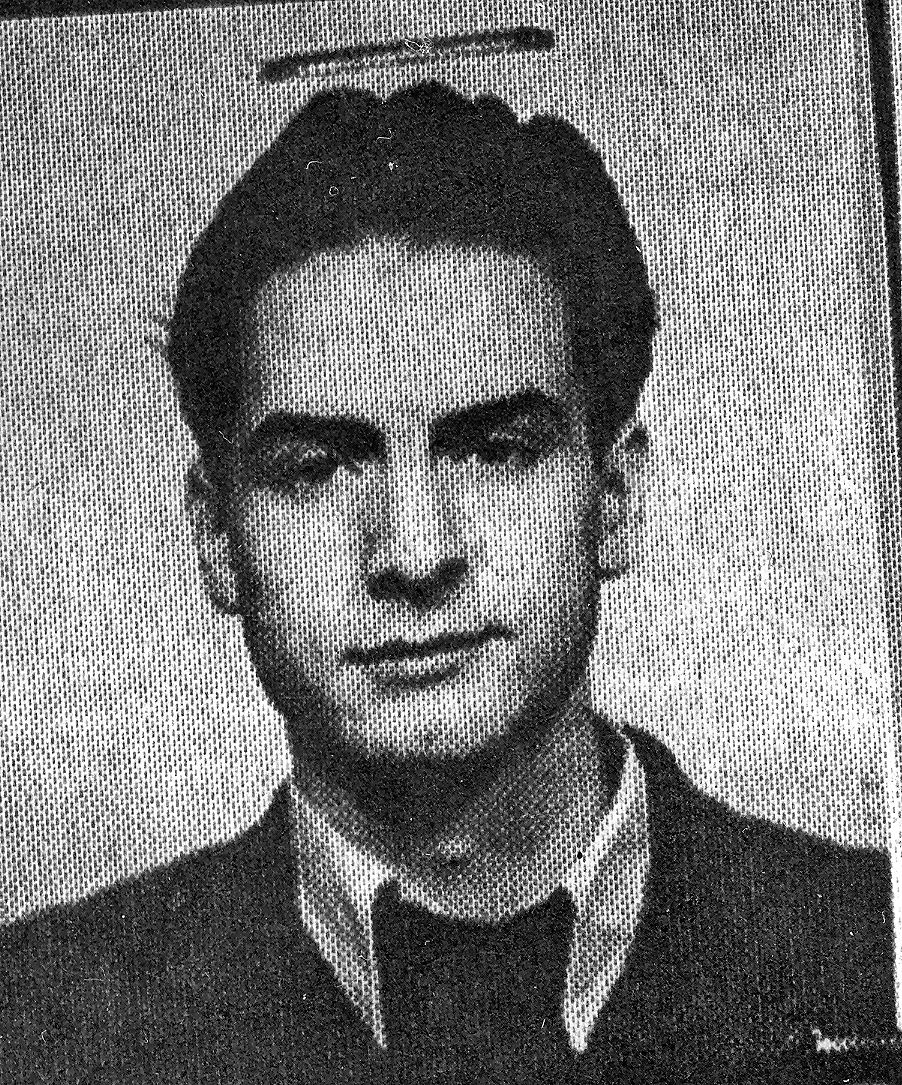
Alexandru Mălinescu

Alexandru Mălinescu (n. 23 martie 1937) a fost un opozant al regimului comunist.

## Biografie
Alexandru Mălinescu s-a născut la 23 martie 1937 în București. După absolvirea liceului s-a înscris la Institutul de Teatru. Când era student în anul I, a participat la organizarea mișcărilor revendicative ale studenților din București în 1956 (vezi Mișcările studențești din București din 1956). A fost printre organizatorii manifestației care urma să aibă loc în Piața Universității în ziua de 5 noiembrie 1956. A fost arestat la 8 noiembrie 1956 fiind anchetat de locotenent colonel Constantin Popescu, căpitan Gheorghe Enoiu, locotenent major Iosif Moldovan, locotenent major Vasile Dumitrescu, locotenent major Gheorghe Vasile, locotenent major Constantin Oprea și locotenent Nicoilae Urucu. A fost judecat în lotul "Mitroi", iar prin sentința Nr. 534 din 19 aprilie 1957 a Tribunalului Militar București la 2 ani închisoare corecțională. A fost eliberat, după executarea sentinței, la 7 noiembrie 1958.
Prin decizia Ministerului Afacerilor Interne Nr. 1550/1958 i s-a fixat domiciliu obligatoriu în județul Călărași pe o durată de 2 ani